# Kumdo
Kumdo is een moderne Koreaanse vechtkunst waarbij het zwaard centraal staat. Kumdo is het Koreaanse equivalent van het Japanse kendo. Het woord kumdo wordt ook vaak geschreven als gumdo. Het woord kumdo, waarvan de Chinese karakters identiek zijn aan die van kendo, betekent de weg van het zwaard.
Kendo, toen bekend onder de naam gekiken, werd in Korea geïntroduceerd aan het einde van de 19de eeuw vanuit Japan als een vorm van politie- en militaire training. Tijdens de Japanse bezetting (1910-1945) verspreidde kendo zich snel als onderdeel van lichamelijke opvoeding op de Koreaanse scholen. Rond het jaar 1920 werd de term kumdo voor het eerst gebruikt als naam voor de sport die in Japan toen kendo genoemd werd. Tot aan het einde van bezetting, in 1945, ontwikkelde kumdo zich parallel aan het Japanse kendo.
Na de bezetting werd in 1947 de Korean Kumdo Association (대한검도회) opgericht en vanaf dat moment zijn er kleine verschillen ontstaan tussen het Koreaanse kumdo en Japanse kendo, al zijn die minimaal. Zo is in Korea de manier van groeten anders en is de Koreaanse hogu (호구) vaak soberder van aard. Ook wordt in Korea uitsluitend Koreaanse terminologie gebruikt. Zo wordt in het Koreaans het bamboezwaard juk do (죽도) genoemd in plaats van shinai.

## In de Lage Landen
Sinds enkele jaren wordt Haedong Kumdo ook in Nederland en België beoefend. In Nederland is de Dutch Haedong Kumdo Association (DHKA) actief als overkoepelende organisatie. De DHKA telt drie aangesloten scholen met in totaal vier leslocaties:
- Spring Dragon – Harlingen
- Dojo Den Drijver – Amsterdam en Hilversum
- Kum Sarang – Deventer

In België wordt Haedong Kumdo onder andere beoefend bij Mudori Lanaken (Limburg) en sinds kort ook in Herenthout, bij de school Haedong Kumdo Herenthout.